# Diecezja Andria
Diecezja Andria (wł. Diocesi di Andria, łac. Dioecesis Andriensis) – diecezja Kościoła łacińskiego w południowych Włoszech, w metropolii Bari-Bitonto w Apulii. Diecezja została ustanowiona w XI wieku. W 1452 została połączona z diecezją Montepeloso, lecz w 1479 ponownie je rozdzielono. Dzisiejsze granice uzyskała w 1818 roku.